# HC La Fraternelle Esch
 (avril 2013).
Si vous disposez d'ouvrages ou d'articles de référence ou si vous connaissez des sites web de qualité traitant du thème abordé ici, merci de compléter l'article en donnant les références utiles à sa vérifiabilité et en les liant à la section « Notes et références ».
Maillots
Le HC La Fraternelle Esch  est un ancien club de Handball Luxembourgeois, localisé dans la ville de Esch-sur-Alzette. En 2001, le HC La Fraternelle Esch fusionne avec la HB Eschois Fola pour former le HB Esch. Le HC La Fraternelle Esch a remporté deux titres en championnat du Luxembourg de handball et huit coupes du Luxembourg de handball.

## Palmarès
| Compétitions nationales |
| - Championnat du Luxembourg (2) - Premier : 1947-48, 1995-96 - Coupe du Luxembourg (8) - Vainqueur : 1948-49, 1956-57, 1992-93, 1994-95, 1995-96, 1997-98, 1999-00, 2000-01. |